# Squid Game
Squid Game (Hangul: 오징어 게임; Ojing-eo Geim) is een Zuid-Koreaanse dramaserie die op 17 september 2021 is uitgebracht op Netflix. De negen afleveringen tellende serie, met Lee Jung-jae, Park Hae-soo en Jung Ho-yeon in de hoofdrollen, vertelt het verhaal van een groep mensen die hun leven wagen in een mysterieus overlevingsspel, waarmee er 45,6 miljard won (ruwweg 33 miljoen euro) gewonnen kan worden. De titel verwijst naar het inktvisspel, het laatste van de zes spellen dat door de deelnemers gespeeld moet worden. Squid Game werd binnen twee weken na uitbrengen in negentig landen de meest bekeken Netflixserie van dat moment. In oktober 2024, werd een Amerikaanse remake van de serie aangekondigd, onder regie van David Fincher. Op 26 december 2024 werd het zeven afleveringen tellende tweede seizoen uitgebracht. Een derde en laatste seizoen, bestaande uit zes afleveringen, werd op 27 juni 2025 uitgegeven. In 2023 werd de spin-off Squid Game: The Challenge uitgebracht.

## Verhaal

### Seizoen 1
| Nr. in serie | Nr. in seizoen | Titel                                         | Regie           | Scenario        |  |
| --- | -------------- | --------------------------------------------- | --------------- | --------------- |  |
| 1 | 1              | Rood licht, groen licht (무궁화 꽃이 피던 날) | Hwang Dong-hyuk | Hwang Dong-hyuk |  |
| Seong Gi-hun is een niksnut met hoge gokschulden die sinds zijn scheiding bij zijn moeder woont. Hij wordt op de hielen gezeten door zijn schuldeisers en stelt zichzelf en zijn dochtertje – dat met haar moeder inmiddels bij een andere man woont – steeds weer teleur doordat hij nooit geld heeft om wat leuks met haar te ondernemen. Dan ontmoet hij in de metro een zakenman die een potje ddakji met hem speelt en hem daarmee 100.000 won laat winnen. De man geeft hem een visitekaartje en belooft hem nog meer geld als hij het nummer op het kaartje belt en meedoet aan nog een spel. Gi-hun geeft zich op en wordt buiten bewustzijn in een busje naar een afgelegen eiland gebracht. Op het eiland wordt hij wakker in een grote ruimte met bedden en 455 andere mensen. Iedereen draagt hetzelfde trainingspak met daarop een nummer. Gi-hun zelf is nummer 456. Gemaskerde mannen vertellen de 456 mensen dat ze nog kunnen vertrekken als ze dat willen, maar iedereen blijft. Dan krijgen ze een toestemmingsverklaring te tekenen, met drie regels: 1. Een speler mag niet stoppen met spelen 2. Een spel weigeren betekent eliminatie (je wordt dan direct doodgeschoten) 3. Het spel wordt beëindigd als de meerderheid instemt (indien hierom wordt geroepen wordt er gestemd) Na het tekenen van de verklaring en het maken van een pasfoto worden de 456 spelers op een groot ommuurd terrein gezet, waar ze het kinderspelletje Annemaria koekoek spelen tegen een grote pop. Ze moeten proberen het veld binnen vijf minuten over te steken en mogen niet bewegen wanneer de pop zich heeft omgedraaid om te kijken. De spelers zijn verbaasd en starten het spel wat lacherig. De eerste speler die beweegt in het zicht van de pop, blijkt echter niet "gewoon af" maar wordt op basis van bewegingssensoren doodgeschoten. Na het eerste slachtoffer ontstaat er grote paniek en leggen veel spelers het loodje. De overgebleven spelers spelen verder. Gi-hun weet de oversteek te halen dankzij de tips van speler 218 – Sang-woo, een vriend die hij kent van vroeger – en de fysieke hulp van speler 199. Na vijf minuten wordt iedereen die niet over de lijn is ook doodgeschoten. De overlevenden blijven ontgoocheld achter. |                |                                               |                 |                 |  |
| 2 | 2              | Hel (지옥)                                    | Hwang Dong-hyuk | Hwang Dong-hyuk |  |
| De 201 spelers die het spel hebben overleefd, willen aanvankelijk niet verder spelen en roepen om regel 3 van de eerder getekende toestemmingsverklaring. Wanneer ze echter horen hoe hoog het prijzengeld in deze fase van het spel al is, en dat het alleen nog maar méér zal worden, begint een deel van de spelers te twijfelen. Uiteindelijk wordt er gestemd, en met een nipte meerderheid van 101 tegen 100 wordt het spel beëindigd. De 201 spelers worden buiten bewustzijn gebracht en teruggebracht naar waar ze vandaan kwamen. Eenmaal thuis blijkt dat voor veel spelers het leven niet veel beter is dan op het eiland. Gi-hun gaat met het visitekaartje van de zakenman naar de politie om te vertellen wat er gebeurd is, maar wordt uitgelachen. Als hij daarna op zoek gaat naar zijn moeder, blijkt zij ondertussen ernstig ziek. Er is veel geld nodig om haar behandeling te betalen. Daarnaast blijkt het gezin van zijn ex-vrouw en zijn dochtertje naar Amerika te gaan verhuizen. Wanneer hij bij thuiskomst een visitekaartje van het spel vindt, besluit hij verder te spelen en wordt hij opnieuw door een busje opgehaald en naar het eiland gebracht. Ook verschillende andere spelers hebben zo hun eigen redenen om weer terug in het spel te komen. Politieagent Hwang Jun-ho heeft het verhaal van Gi-hun opgevangen. Zijn broer is vermist, en in zijn appartement vindt hij een visitekaartje, precies zoals het kaartje waar Gi-hun eerder mee op het politiebureau verscheen. Hij besluit Gi-hun te volgen wanneer deze door het busje wordt meegenomen. |                |                                               |                 |                 |  |
| 3 | 3              | De man met de paraplu (우산을 쓴 남자)        | Hwang Dong-hyuk | Hwang Dong-hyuk |  |
| Agent Hwang Jun-ho slaagt erin om ongezien op het eiland terecht te komen en de plek van een gemaskerde bewaker (bewaker 29) in te nemen. Van de 201 spelers die eerder het spel verlieten, zijn er 187 naar het eiland teruggekeerd. Om de volgende vijf spellen succesvol te beëindigen, gaan Gi-hun met Sang-woo (218), speler 199 en speler 001 – een oude man voor wie Gi-hun inmiddels een zwak heeft ontwikkeld – een bondgenootschap aan. Speler 067 gaat op onderzoek uit en ontdekt dat het volgende spel iets met gesmolten suiker te maken heeft. Ze vertelt dit aan Sang-woo. Vanuit haar Noord-Koreaanse achtergrond zegt het haar verder niets. Sang-woo vermoedt meteen welk spel hij kan verwachten, maar vertelt niets aan zijn bondgenoten. Bij aanvang van het tweede spel moeten alle spelers een figuurtje kiezen: een cirkel, een sterretje, een driehoek en een parapluutje. Sang-woo stelt voor dat ieder van het bondgenootschap in een andere rij gaat staan en kiest zelf de rij van de driehoek. Hij moet even slikken als zijn vriend Gi-hun het parapluutje kiest, maar grijpt niet in. Nadat de keuze is gemaakt, krijgt elke speler een blikje met daarin een dalgona (een plat stukje honingborstplaat) waar het gekozen figuurtje in is gestanst. De spelers krijgen 10 minuten om met een naald het figuurtje ongeschonden uit de dalgona te krijgen. Wie er niet in slaagt, wordt doodgeschoten. Het driehoekje blijkt het meest eenvoudig te verwijderen. Het sterretje, de cirkel en vooral het parapluutje zijn aanmerkelijk moeilijker. Bij toeval ontdekt Gi-hun dat als hij aan de dalgona likt, in plaats van de naald te gebruiken, hij de dalgona ter plaatse van de stans dun genoeg kan maken om het paraplufiguurtje ongeschonden uit het snoepgoed te krijgen. Ook de andere drie bondgenoten weten hun figuurtje in zijn geheel te verwijderen. |                |                                               |                 |                 |  |
| 4 | 4              | Blijf bij je team (쫄려도 편먹기)             | Hwang Dong-hyuk | Hwang Dong-hyuk |  |
| 79 Spelers zijn bij het dalgonaspel vermoord. Voor iedere gedode speler gaat er extra geld in de prijzenpot. Speler 271 krijgt ruzie in de slaapzaal met speler 101 en wordt doodgeslagen. Gi-hun is geschokt en roept bij de gemaskerde bewakers om gerechtigheid, maar in plaats van gerechtigheid wordt het lichaam van speler 271 afgevoerd en komt er extra geld in de pot. De spelers schrikken en bereiden zich voor op een moordpartij onder de spelers. Wanneer 's avonds de lichten uitgaan, grijpen speler 101 en zijn bondgenoten hun kans om meer medespelers te elimineren. Wanneer de moordpartij eindelijk door de gemaskerde bewakers wordt gestopt, zijn er nog 80 spelers in leven. Bij het afvoeren van de gedode spelers fluistert een van de gemaskerde bewakers – bewaker 29 – bij Gi-hun in het oor of er een Hwang In-ho onder de spelers is. Gi-hun realiseert zich dat hij van de andere spelers niet weet hoe ze heten en vraagt hen hun namen om ze beter te leren kennen. Ondertussen sluit speler 212, een al wat oudere vrouw met een grote mond, zich aan bij het bondgenootschap van 101 (Deok-su). Ze hebben seks in de doucheruimte en speler 212 laat Deok-su beloven om elkaar tot het eind van het spel te helpen, anders zal ze hem omleggen. Voor het volgende spel moeten de spelers zelf acht teams van 10 spelers maken. Deok-su sluit speler 212 echter uit van zijn team, omdat ze geen gespierde kerel is. Ze neemt haar toevlucht tot het team van Gi-hun. Wanneer de teams zijn samengesteld, blijkt er een potje touwtrekken op het programma te staan. Om de beurt wandelen twee teams naar een platform op grote hoogte, met in het midden een afgrond. Elk team moet proberen om het team tegenover hen in de afgrond te trekken. Het team van Gi-hun bevat drie vrouwen en de oude 001, en moet aantreden tegen tien potige mannen. De oude 001 heeft echter een tactiek in gedachten. |                |                                               |                 |                 |  |
| 5 | 5              | Een eerlijke wereld (평등한 세상)             | Hwang Dong-hyuk | Hwang Dong-hyuk |  |
| Hoewel ze fysiek niet het sterkste team zijn, weet het team van Gi-hun het touwtrekken met tactisch spelen toch te winnen. De 40 overgebleven spelers halen opgelucht adem, en weer komt er geld bij in de pot. Enkele gemaskerde bewakers verdienen stiekem wat bij met de verkoop van organen van overleden spelers. Ze worden hierbij geholpen door speler 111, die dokter is. In ruil voor zijn hulp krijgt hij voorafgaand aan elk spel een aanwijzing over hoe hij het volgende spel kan overleven. De mannen krijgen echter ruzie en worden ontdekt door de andere gemaskerde bewakers en hun aanvoerder, de Frontman. Voor straf wordt speler 111 doodgeschoten, net als de betrokken bewakers. Wanneer alle overgebleven bewakers op appel moeten, blijkt bewaker 29 te ontbreken. Agent Hwang Jun-ho heeft op het eiland een ruimte ontdekt met archiefmappen over het inktvisspel. Uit de mappen blijkt dat dit spel al jaren aan de gang is, elke keer met nieuwe spelers. Hij vindt archieven die teruggaan tot 1988 en ontdekt dat zijn broer de editie van 2015 gewonnen heeft. |                |                                               |                 |                 |  |
| 6 | 6              | Gganbu (깐부)                                 | Hwang Dong-hyuk | Hwang Dong-hyuk |  |
| De spelers moeten aantreden voor het vierde spel. Hierbij moeten alle spelers tweetallen maken. Uit medelijden kiest Gi-hun uiteindelijk voor de oude man, speler 001. Doordat de dokter, speler 111, de afgelopen nacht is gedood, is er een oneven aantal, en uiteindelijk blijft 212 zonder partner over. Ze vreest voor haar leven. Het blijkt dat de tweetallen tegen elkaar moeten knikkeren. Wie van beiden het spel wint, overleeft het spel. De duo's reageren hier verschillend op. Sang-woo luist zijn partner Abdul Ali (199) erin, net als Deok-su doet met de zijne. Sae-byeok (067) en Gi-hun weten het spel te overleven doordat hun partner zich opoffert. Ook de oude 001 wordt tot groot verdriet van Gi-hun gedood. Er zijn ook duo's zonder winnaar, deze worden na afloop allebei doodgeschoten. |                |                                               |                 |                 |  |
| 7 | 7              | VIP's                                         | Hwang Dong-hyuk | Hwang Dong-hyuk |  |
| Als de zestien overgebleven spelers terugkeren in de slaapzaal, blijkt 212 ook nog in leven te zijn. Speler 69 heeft bij het knikkeren gewonnen van zijn vrouw en knoopt zich op. Het volgende spel begint daarom met 16 spelers. Ze moeten elk een nummer kiezen tussen de 1 en de 16. De nummers representeren de volgorde waarin gespeeld wordt. De spelers moeten binnen een kwartier een lange brug oversteken waarvan de tegels bestaan uit glasplaten. Bij elke stap moeten ze kiezen tussen twee glasplaten. Een van beiden kan twee personen houden, de andere breekt wanneer je erop staat. Op volgorde lopen de spelers over de brug, waarbij de een na de ander door het glas omlaag stort. Terwijl het spel bezig is, worden de spelers bekeken door gemaskerde vips, die per helikopter op het eiland zijn aangekomen en geld inzetten op wie er volgens hen gaat winnen. Ze zijn rijk en verveeld, citeren bekende schrijvers en hebben geen enkele compassie voor wat de spelers overkomt. Een van de vips wordt door een gemaskerde bewaker – naar later blijkt agent Hwang Jun-ho – meegelokt naar een andere ruimte en daar neergeslagen. Vervolgens vlucht Hwang Jun-ho met een duikuitrusting van het eiland af. Wanneer Deok-su, als 9de aan de beurt, weigert om door te lopen, besluit 212 haar beloofde wraak op hem te nemen. Ze grijpt hem vast en samen storten ze door de volgende glasplaat omlaag. De speler die als dertiende aan de beurt is, heeft in een glasfabriek gewerkt en kan aan de breking van het glas zien welk van de glasplaten stevig is en welke niet. Zo komen hij en Sang-woo, Sae-byeok en Gi-hun, die achter hem lopen, veilig een paar glasplaten verder. Onaangenaam verrast door zoveel gemak, besluit de spelleider het licht in de grote hal uit te doen, waardoor de spelers alsnog moeten gokken voor hun laatste paar stappen. Sang-woo wordt ongeduldig en duwt de man vóór hem, die door de volgende glasplaat omlaag valt. Alleen Sae-byeok, Sang-woo en Gi-hun bereiken net op tijd levend de overkant van de brug. Als de tijd om is, worden alle glasplaten van de brug met ultrasoon geluid vernietigd. |                |                                               |                 |                 |  |
| 8 | 8              | Frontman (프론트맨)                           | Hwang Dong-hyuk | Hwang Dong-hyuk |  |
| Bij het vernietigen van de brug is een groot stuk glas ongelukkig in de buik van Sae-byeok terechtgekomen. Sae-byeok, Sang-woo en Gi-hun worden deftig aangekleed en krijgen een vette karbonade te eten, maar Sae-byeok krijgt geen hap door haar keel. Na afloop van de maaltijd ruimen de gemaskerde bewakers de tafel af, alleen de vleesmessen laten ze liggen. Later in de slaapzaal is het voor Sang-woo en Gi-hun overduidelijk dat Sae-byeok zeer verzwakt is. Gi-hun ontfermt zich over Sae-byeok en ze wisselen uit wat ze met het geld zouden doen als ze het spel wonnen. In een onbewaakt ogenblik steekt Sang-woo Sae-byeok neer. Hwang Jun-ho heeft inmiddels het vasteland bereikt, maar wordt achtervolgd door bewakers en de Frontman. Wanneer Hwang Jun-ho aan de rand van een afgrond in het nauw gedreven is, doet de Frontman zijn masker af. Het blijkt In-ho, de broer van Jun-ho te zijn. Even probeert In-ho zijn broer aan zijn kant te krijgen, maar als dat niet lukt, schiet hij Jun-ho neer, de kliffen af. |                |                                               |                 |                 |  |
| 9 | 9              | Een geluksdag (운수좋은날)                    | Hwang Dong-hyuk | Hwang Dong-hyuk |  |
| Het laatste spel dat er gespeeld gaat worden, is ojingeo (het "inktvisspel"). De laatste die rechtop blijft staan, wint het spel. Wanneer Gi-hun het spel wint en Sang-woo op het punt staat om gedood te worden door een bewaker, grijpt Gi-hun terug op regel 3 van de toestemmingsverklaring: Het spel wordt beëindigd als de meerderheid instemt. De vips zijn verbijsterd, want stoppen zou betekenen dat Gi-hun geen cent mee naar huis neemt. Sang-woo steekt hier echter een stokje voor en slaat de hand aan zichzelf. De Frontman brengt Gi-hun hierop terug naar huis. Als Gi-hun vraagt waarom hij dit alles doet, antwoordt de Frontman dat de mensen als paarden op een racebaan zijn, waar je op kunt gokken en dat hij niet had verwacht dat Gi-hun zo goed kon rennen. Gi-hun wordt vervolgens gekneveld uit de auto gegooid met een pinpas in zijn mond waar het prijzengeld op staat. Hij neemt er een klein geldbedrag van op en gaat naar zijn ouderlijk huis, waar hij zijn moeder dood aantreft. Vervolgens neemt hij een jaar lang geen cent op, tot hij op een avond een nieuw visitekaartje krijgt dat zijn nieuwsgierigheid wekt. Het kaartje brengt hem in een leegstaand kantoorgebouw waar hij speler 001, de oude Oh Il-nam, aantreft. Hij blijkt na zijn eliminatie in het knikkerspel nog in leven te zijn. Deze ligt op sterven en heeft Gi-hun bij zich geroepen omdat hij niet snapt dat Gi-hun zijn oude leven heeft opgepakt en het gewonnen geld niet uitgeeft. Ook legt hij uit dat hij een rijke bankier is, die het spel samen met een paar rijke klanten had opgezet om de verveling te verdrijven en weer wat plezier in het leven te krijgen. Deze laatste keer deed hij voor de verandering zelf mee, en daar had hij veel plezier van. Dat daar mensen voor werden opgeofferd, was geen probleem, want de spelers bestonden toch maar uit uitschot waar niemand zich om bekommerde. Gi-hun besluit het roer om te gooien. Hij laat zich een mooi pak en een nieuw kapsel aanmeten en haalt het broertje van Sae-byeok uit het weeshuis. Ook doneert hij een grote som geld aan de moeder van Sang-woo, zodat zij haar stalletje langs de weg voor een echte winkel kan inruilen. In de metro ziet hij op het perron de zakenman met het koffertje, die hem een jaar geleden het visitekaartje gaf, een arme man aanspreken. Gi-hun is te laat om de zakenman te pakken te nemen, maar grist wel het visitekaartje uit de handen van de arme man. Vlak voordat Gi-hun het vliegtuig in stapt om naar zijn dochter in Amerika te gaan, belt hij het telefoonnummer op het kaartje. Refererend aan het gesprek in de auto met de Frontman, meldt hij dat hij geen paard is. Hij zegt dat hij niet snapt hoe de mensen van het inktvisspel zulke gruweldaden tegen mensen kunnen begaan. Wanneer de persoon aan de andere kant van de lijn hem adviseert om voor zijn eigen bestwil in het vliegtuig te stappen, draait Gi-hun zich resoluut om en loopt hij de vliegtuigslurf uit, terug naar de vertrekhal. |                |                                               |                 |                 |  |

### Seizoen 2
| Nr. in serie | Nr. in seizoen | Titel                              | Regie           | Scenario        |  |
| --- | -------------- | ---------------------------------- | --------------- | --------------- |  |
| 10 | 1              | Brood en loterij (빵과 복권)       | Hwang Dong-hyuk | Hwang Dong-hyuk |  |
| Gi-hun merkt in de vertrekshal dat hij gevolgd wordt, waarna hij een chip bij zijn oor opmerkt die hij verwijdert. Twee jaar later laat hij zijn voormalige schuldeiser, Kim, met een team op metrostations op zoek te gaan naar de zakenman, de rekruteerder voor de spellen. Jun-ho, die uit een coma is geraakt en ging werken als verkeersagent, gaat op zoek naar het eiland van de spellen met een bootkapitein die hem had gered na zijn val van de klif, maar staakt die zoektocht uiteindelijk. Kim vindt samen met een medewerker de rekruteerder en zij achtervolgen hem. In een park laat de rekruteerder zwervers kiezen tussen een broodje en een loterijticket, waarna hij overgebleven broodjes kapot stampt. Jun-ho achterhaalt ondertussen de identiteit en de verblijfplaats van Gi-hun, die hij herkent. Kim en zijn medewerker worden gevangen genomen door de rekruteerder en gedwongen om een combinatie van steen, papier, schaar en Russische roulette te spelen. Daarbij wordt Kim uiteindelijk doodgeschoten. Gi-hun wordt op zijn verblijfplaats vervolgens geconfronteerd door de rekruteerder, die hen beide Russische roulette laat spelen, waarbij de rekruteerder overlijdt. |                |                                    |                 |                 |  |
| 11 | 2              | Halloweenfeest (할로윈 파티)       | Hwang Dong-hyuk | Hwang Dong-hyuk |  |
| Gi-hun vindt in de zak van de rekruteerder een uitnodiging voor een Halloweenfeest. Jun-ho komt de verblijfplaats van Gi-hun binnen en treft daar Gi-hun en Choi Woo-seok, Kims medewerker. Samen overleggen zij over het beëindigen van de spellen. Jun-ho vertelt niks over de identiteit van de Frontman. Kang No-eul, een Noord-Koreaanse overloper die haar dochter uit Noord-Korea wil halen, stopt met haar baan als mascotte op het pretpark nadat zij een uitnodiging kreeg voor de spellen. Gi-hun, Jun-ho en Woo-seok laten een locatietracker in Gi-huns gebit plaatsen en oefenen met een team met het schieten met geweren. Op het Halloweenfeest wordt Gi-hun geleid naar een limousine, waar hij met de Frontman spreekt. Hij vraagt de spellen te beëindigen. Nadat de achtervolgende auto's van zijn team worden beschoten, vraagt hij opnieuw mee te doen aan de spellen. Dat verzoek wordt geaccepteerd. No-eul blijkt mee te doen aan de spellen als bewaker. |                |                                    |                 |                 |  |
| 12 | 3              | 001                                | Hwang Dong-hyuk | Hwang Dong-hyuk |  |
| Gi-hun wordt wakker in de slaapzaal van de spellen als speler 456. De spelregels worden uitgelegd; na ieder spel zal er een stemming plaatsvinden over een voortijdig einde van de spellen. Als de meerderheid van de deelnemers wil stoppen met de spellen, wordt het tussentijdse prijzengeld verdeeld over de overgebleven deelnemers. Spelers 007 en 149 herkennen elkaar als zoon en moeder, terwijl spelers 124 en 230 speler 333 herkennen als youtuber Myung-gi, die hen ertoe inspireerden geld te investeren in cryptogeld, waarmee zij geld verloren. Gi-hun wordt door speler 390, Jung-bae, herkend als oude, vermiste vriend. Jun-ho, Woo-seok en het team, inclusief de bootkapitein, achtervolgen Gi-hun ter zee, totdat zijn locatietracker verwijderd blijkt te zijn. Bij het eerste spel, Annemaria koekoek, probeert Gi-hun de andere spelers te informeren en te helpen bij het spel. Velen geloven hem niet, maar volgen uiteindelijk zijn tips op. Speler 230, Thanos, speelt het spel onder invloed van drugs. No-eul herkent speler 246 als de vader van een aan botkanker lijdend kind in de pretparken. Wanneer de beschoten speler 444 met hulp van Gi-hun en speler 120 alsnog de finishlijn haalt, wordt hij alsnog fataal beschoten door No-eul. 365 spelers overleven het spel. Tijdens de stemming krijgen spelers op basis van hun stem een sticker: een 'O' bij een stem voor het doorgaan van de spellen, een 'X' bij een stem tegen. Gi-hun probeert tijdens de stemming anderen ervan te overtuigen voor X te kiezen en zegt de spellen eerder te hebben gewonnen, maar wordt niet door iedereen serieus genomen. Er wordt uiteindelijk nipt gestemd voor het doorgaan van de spellen, in de hoop dat het prijzengeld toeneemt. Speler 001, die de beslissende stem geeft, blijkt In-ho, de Frontman, te zijn. |                |                                    |                 |                 |  |
| 13 | 4              | Zes benen (여섯 개의 다리)         | Hwang Dong-hyuk | Hwang Dong-hyuk |  |
| In-ho spreekt met Gi-hun, Jung-bae en speler 388, voormalig marinier Kang Dae-ho, over zijn keuze voor O. Speler 149 zorgt voor speler 222, die zwanger is. Myung-gi wordt aangevallen door Thanos en speler 124, voordat zij gestopt worden door In-ho. In-ho vertelt Gi-hun een op waarheid gebaseerde motivatie om deel te nemen; hij leende veel geld voor zijn zwangere vrouw, die door cirrose een transplantatie nodig had, en werd ontslagen. Ondertussen wordt No-eul op het matje geroepen; doordat zij verliezende spelers nog eens fataal neerschiet, zijn hun organen niet meer bruikbaar voor de handel. Jun-ho vraagt om hulp bij zijn zoektocht naar het eiland bij zijn voormalige collega's van de politie, maar krijgt die niet. Speler 222, Jun-hee, spreekt Myung-gi, waarvan zij zwanger is. Tot de verrassing van Gi-hun is het tweede spel een pentatlon, bestaande uit ddakji, steenwerpen, gong-gi, priktol en jegi, gespeeld in teams van vijf met een tijdlimiet. Gi-hun vormt een team met In-ho, Jung-bae, Dae-ho en Jun-hee. Speler 120 wordt door sommigen afgewezen, maar vormt uiteindelijk een team met speler 007 (Yong-sik) en zijn moeder, speler 095 en speler 044, een sjamanka. Thanos richt zich op de vrouwelijke speler 380: zij vormen een team met spelers 124 (Nam-gyu), 125 (de verlegen Min-su), en 256; Thanos en Nam-gyu nemen drugs in. Alle deelnemers kijken toe hoe twee teams het spel verliezen en dus worden neergeschoten. Een verliezende speler wordt in de doodskist nog eens fataal doodgeschoten door een bewaker. |                |                                    |                 |                 |  |
| 14 | 5              | Nog één spel (한 게임 더)          | Hwang Dong-hyuk | Hwang Dong-hyuk |  |
| Het team van speler 120 wint het spel in de slotseconde, aangemoedigd door veel andere deelnemers. Ook het team van Thanos wint. Als een van de laatste teams overleeft ook het team van Gi-hun, ondanks vertraging bij het priktol van In-ho. No-eul wordt bedreigd door twee andere bewakers, die eisen dat zij stopt de orgaanhandel dwars te zitten. In-ho doet zich tegen zijn teamgenoten voor als Oh Young-il. 255 spelers overleefden het tweede spel. Bij de stemming kiest Yong-sik tot de teleurstelling van zijn moeder en speler 120 tot de teleurstelling van speler 095 beide voor O. Thanos en Nam-gyu zetten Min-su onder druk om voor O te kiezen. In-ho spreekt de andere deelnemers ditmaal juist toe om voor X te kiezen, maar een grotere meerderheid, waaronder Jung-bae, kiest voor het doorgaan van de spellen. Speler 120, Hyun-ju, vertelt Yong-sik, speler 149 (Jang Geum-ja) en speler 095 over haar wens om als transgender naar Thailand te verhuizen. Met Jung-bae haalt Gi-hun herinneringen op en twijfelt hij over het stoppen van de spellen. Jun-ho, Woo-seok, het team en bootkapitein Park hervatten hun zoektocht naar het eiland met een extra boot. Bij het derde spel gaan spelers smurfen: de spelers moeten zichzelf in meerdere ronden in korte tijd in groepjes van een omgeroepen aantal indelen in kamertjes. |                |                                    |                 |                 |  |
| 15 | 6              | O X                                | Hwang Dong-hyuk | Hwang Dong-hyuk |  |
| Tijdens het derde spel, met spanningen en verraad, overlijden speler 256 (Gyeong-su) en speler 095 (Young-mi). Tijdens de derde ronde splitsten Yong-sik en Geum-ja en tijdens de vierde ronde redde Myung-gi het team van Jun-hee na een val van Young-mi. In de laatste ronde ziet Jung-bae dat In-ho speler 343 wurgt. Honderd spelers overleven het spel. Voor de stemming overleggen Gi-hun en In-ho over het overtuigen van andere spelers om voor X te stemmen, maar zij kiezen ervoor dat niet te doen. Onder anderen Jung-bae, speler 380 (Se-mi), Min-su, Hyun-ju en Yong-sik stappen over naar X. Met de beslissende stem van In-ho eindigt de stemming in een gelijkspel: een dag later zou een nieuwe stemming volgen. Ondertussen overvalt het team van Jun-ho een verdacht eiland, maar wordt het getroffen door een explosie. De teams O en X dagen elkaar uit. In de toiletten zetten Thanos en Nam-gyu Min-su onder druk om voor O te stemmen, maar worden zij geconfronteerd door Myung-gi. Dat leidt tot een groter gevecht, waarbij Myung-gi Thanos steekt met een vork. |                |                                    |                 |                 |  |
| 16 | 7              | Vriend of vijand (친구인가 적인가) | Hwang Dong-hyuk | Hwang Dong-hyuk |  |
| Op zee saboteert Park een drone en vermoordt hij het teamlid die hem daarop betrapt. Bij de gevechten in het toilet overlijden drie spelers van O, waaronder Thanos, en twee spelers van X. Gi-hun voorspelt dat de spelers van O 's nachts de spelers van X aanvallen. Gi-hun overtuigt een groepje spelers ervan zich van het gevecht te onthouden, terwijl spelers van X vermoord worden. Se-mi wordt vermoord door Nam-gyu; Min-su kijkt toe en durft er nauwelijks wat tegen te doen. Wanneer de bewakers ingrijpen, valt Gi-huns groepje de bewakers aan en nemen zij hun wapens in. Gi-hun verzamelt een groepje spelers om op te rukken richting de Frontman. De spelers komen echter nauwelijks verder en bij het beschieten van de bewakers raakt hun munitie op. Dae-ho keert terug naar de slaapzaal om nieuwe munitie te halen, maar is te angstig om terug te keren. Op weg naar de controlekamer vermoordt In-ho twee spelers en doet hij aan Gi-hun voorkomen alsof hij zelf overlijdt. Overgebleven aanvallende spelers, waaronder speler 246, worden neergeschoten door bewakers. Gi-hun en Jung-bae geven zich over aan In-ho, nu handelend als de Frontman, voordat In-ho Jung-bae neerschiet voor Gi-huns ogen. |                |                                    |                 |                 |  |

### Seizoen 3
| Nr. in serie | Nr. in seizoen | Titel                                      | Regie           | Scenario        |  |
| --- | -------------- | ------------------------------------------ | --------------- | --------------- |  |
| 17 | 1              | Sleutels en messen (열쇠와 칼)             | Hwang Dong-hyuk | Hwang Dong-hyuk |  |
| Speler 246, Park Gyeong-seok, blijkt niet fataal beschoten te zijn door No-eul, die via de orgaan handelende bewakers de operatiekamer in wil komen. Gi-hun wordt in een doodskist teruggebracht naar de slaapzaal, waar hij ontdekt dat enkel Hyun-ju en Dae-ho de opstand hebben overleefd. Hij vraagt waarom hij niet gedood is en wordt vastgeketend. De overgebleven zestig spelers kiezen met een ruimte meerderheid voor O bij de stemming. In de operatiekamer schiet No-eul de orgaan handelende bewakers neer en eist zij van de dokter om Gyeong-seok in leven te houden, mede met haar eigen bloed. Gi-hun maakt nauwelijks contact en staart naar Dae-ho, waarvan hij heeft gehoord dat hij de munitie niet geleverd heeft. Op zee uit Woo-seok zorgen over Park aan Jun-ho. Hij wordt niet serieus genomen en begint een eigen onderzoek. De overleden opstandelingen worden tentoongesteld aan de spelers voorafgaand aan het vierde spel, verstoppertje. De verstoppers, die elk een sleutel krijgen om deuren te openen, moeten een half uur uit handen blijven van de tikkers, die elk een verstopper moeten doden en een mes krijgen. Na de loting wisselen Myung-gi en Yong-sik van team met Jun-hee en Geum-ja, die verstoppers worden. Dae-ho spreekt Gi-hun aan op zijn gestaar en beweert niet schuldig te zijn aan de mislukking van de opstand. |                |                                            |                 |                 |  |
| 18 | 2              | De sterrennacht (별이 빛나는 별이)         | Hwang Dong-hyuk | Hwang Dong-hyuk |  |
| Nadat Gyeong-seok weer bij bewustzijn is, wordt de dokter neergeschoten door No-eul. In de verstoppertje-doolhof neemt Nam-gyu drugs in uit de ketting van Thanos en werkt hij samen met Myung-gi. Nadat zij samen twee verstoppers neersteken en dus door zijn, wordt Myung-gi door Nam-gyu aangespoord om nog meer verstoppers te doden, en daarmee ook tikkers te elimineren. Zo komt Myung-gi niet zijn belofte na om Hyun-ju te beschermen. Hyun-ju, Geum-ja en Jun-hee werken samen als verstoppers. Nadat Jun-hee gewond raakt aan haar enkel bij een val van een trap, wordt zij naar een kamertje gebracht waarin zij bevalt van een babymeisje. Ondertussen doodt Hyun-ju vechtend twee tikkers en vindt zij de uitgang. Terwijl zij gewond teruggaat om Jun-hee en Geum-ja erover te vertellen, wordt zij gedood door Myung-gi. Nadat hij ziet dat gedaan te hebben voor de ogen van Jun-hee en zijn eigen, net geboren kind, loopt hij beschaamd weg. Gi-hun gaat Dae-ho achterna, die een mes heeft gepakt en gewond is geraakt. Dae-ho bekent gelogen te hebben over zijn marine-verleden. Zij ruziën wiens schuld de mislukking van de opstand is, voordat Gi-hun Dae-ho wurgt. Speler 044 leidt speler 100 naar de uitgang in ruil voor zijn sleutels om de uitgang te openen, maar wordt door hem verraden. Min-su neemt een pil uit de ketting van Thanos, die door Nam-gyu is achtergelaten. Hij hallucineert Nam-gyu en Se-mi en doodt speler 044. Yong-sik heeft het niet aangekund om een verstopper te doden. Wanneer hij vlak voor het einde zijn moeder en Jun-hee tegenkomt, offert Geum-ja zich op om neergestoken te worden. Yong-sik weigert dat te doen en stapt op Jun-hee af, maar wordt dan neergestoken door Geum-ja. Gi-hun staat op het punt zelfmoord te plegen, maar wordt tegengehouden door bewakers. |                |                                            |                 |                 |  |
| 19 | 3              | Het is niet jouw fout (당신의 탓이 아니다) | Hwang Dong-hyuk | Hwang Dong-hyuk |  |
| De aangekomen vips schieten als bewakers zelf de verliezende spelers neer. De overgebleven 25 spelers kiezen met een ruime meerderheid voor O, ondanks gesmeek van Geum-ja om X te stemmen. Nam-gyu, in paniek doordat hij Thanos' ketting heeft verloren, kiest ditmaal voor X, terwijl Min-su juist voor O kiest. Geum-ja probeert Gi-hun ervan te overtuigen om Jun-hee en haar baby te helpen, maar hij weigert dat. Die nacht hangt Geum-ja zichzelf op. No-eul laat Gyeong-seok het bewakerspak van de dokter dragen en bedreigt de bewakersbaas, de officier, om een dienst buiten te krijgen, waarna zij de sleutel van een boot krijgt. Jun-ho vindt de klif waar In-ho hem vanaf had geschoten. Ondertussen breekt Woo-seok in in het huis van Park, waar hij een foto met de rekruteerder, een berg geld en een bewakerspak vindt, voordat hij wordt gearresteerd. Gi-hun besluit toch Jun-hee's baby te helpen bij het volgende spel: de spelers moeten touwtjespringend de overkant van een hoge brug bereiken in twintig minuten. De eerste minuten gaat niemand, totdat Min-su Thanos' ketting op de brug gooit. Nam-gyu gaat erachteraan en valt dood nadat hij ziet dat er geen pillen meer inzitten. De vips besluiten dat de baby ook een speler van het spel wordt. Gi-hun-hee brengt de baby naar wens van Jun-hee naar de overkant en hoopt terug te keren om ook de gewonde Jun-hee naar de overkant te brengen. Andere spelers komen echter ook de brug over en speler 096 gooit andere spelers er vanaf nadat hijzelf de overkant heeft bereikt. |                |                                            |                 |                 |  |
| 20 | 4              | 222                                        | Hwang Dong-hyuk | Hwang Dong-hyuk |  |
| Jun-hee weigert hulp van Myung-gi. Gi-hun helpt andere spelers de overkant over. Bij een gevecht tussen Gi-hun en speler 096 komt speler 096 te overlijden. Min-su, na het innemen van de laatste pil, en Myung-gi bereiken de overkant. Met zeventig seconden te gaan wil Gi-hun Jun-hee ophalen, maar zij adviseert hem dat niet te doen en de baby te beschermen. Jun-hee laat zich naar beneden vallen. De vips laten de baby de rol van speler 222 overnemen van haar moeder. Enkele van de overgebleven negen spelers overwegen om X te stemmen bij de stemronde, maar de aankondiging dat de baby ook een speler is, roept weerstand op. Spelers willen de baby doden, maar worden tegengehouden door bewakers. Woo-seok vertelt op het politiebureau zijn verhaal, maar wordt niet geloofd. De politie belt erover met Park, terwijl het Woo-seok lukt om erover te bellen met Jun-ho. Park doodt bijna alle teamleden, maar wordt zelf gedood door Jun-ho en biecht in zijn laatste seconden de waarheid op. Bij de laatste stemronde, na het diner en nadat de spelers verteld is dat ze in de laatste stemronde zelf mogen kiezen wie er geëlimineerd worden, stemmen enkel Gi-hun en Min-su voor X. No-eul en Gyeong-seok vertrekken met een boot, maar worden in de gaten gehouden door de officier. Onder zijn druk keert No-eul terug. Overige spelers vormen een team om bij het laatste spel Gi-hun, de baby en Min-su te elimineren. In-ho geeft Gi-hun een mes, doet het voorstel om de overige spelers te vermoorden om zichzelf en de baby te beschermen en laat hem zijn ware identiteit te zijn. |                |                                            |                 |                 |  |
| 21 | 5              | ○△□                                        | Hwang Dong-hyuk | Hwang Dong-hyuk |  |
| Gi-hun twijfelt, maar besluit de andere spelers uiteindelijk levend te houden, terugdenkend aan een gesprek met Sae-byeok bij zijn eerste deelname. In-ho denkt terug aan toen hij wel inging op het voorstel bij zijn eigen deelname. No-eul dringt het gebouw binnen, terwijl Gyeong-seok nog wegvaart. No-eul dwingt de officier om alle informatie over Gyeong-seok te verwijderen. Bij een gevecht raakt No-eul gewond, maar weet zij de officier neer te schieten. Gyeong-seok wordt beschoten door andere bewakers, maar overleeft het dankzij Jun-ho en zijn laatst overgebleven teamgenoot. Bij het laatste spel moeten de spelers in drie ronden telkens minstens één levende speler van een hoge vorm afduwen. In de eerste ronde wordt Min-su, hallucinerend over Thanos, Nam-gyu en Se-mi, van de vierkant afgeduwd door Myung-gi. De spelers willen in de tweede ronde de baby elimineren, maar kunnen de baby en Gi-hun niet uit elkaar houden. Myung-gi duwt uiteindelijk speler 336 van de driehoek af en zegt de vader van de baby te zijn. De andere spelers slaan 039 in elkaar, om hem in de laatste ronde te elimineren. Gi-hun stemt er niet mee in, waarna in een gevecht de andere spelers neervallen, speler 039 nog voor de laatste ronde zelfmoord pleegt en alleen Gi-hun, de baby en Myung-gi overblijven. |                |                                            |                 |                 |  |
| 22 | 6              | Mensen zijn... (사람은...)                 | Hwang Dong-hyuk | Hwang Dong-hyuk |  |
| Gyeong-seok wijst Jun-ho de weg naar het eiland. Jun-ho schakelt voor Gyeong-seok de kustwacht in en zwemt naar het eiland. No-eul zet de ruimte met alle dossiers in brand en leest in haar eigen dossier dat haar dochter is overleden. Voor de derde ronde dwingt Myung-gi Gi-hun om hem de baby te geven en probeert hem van de cirkel te houden, om vervolgens zelf al het prijzengeld te winnen. Gi-hun geeft de baby, maar bereikt de overkant. Bij een daaropvolgend gevecht valt Myung-gi dood, maar zij hadden de ronde nog niet laten starten. Gi-hun start de ronde en laat zichzelf vallen, waarmee de baby de spellen wint. No-eul overweegt zelfmoord te plegen, maar doet dat niet, nadat zij Gi-huns opoffering ziet. In-ho begint een evacuatie, laat het eiland ontploffen vanwege de naderende kustwacht en helpt de baby. Jun-ho, nadat hij oogcontact maakt met In-ho, en No-eul ontsnappen ook. Zes maanden later bezoekt No-eul Gyeong-seok en zijn inmiddels gezonde dochter in het pretpark. Zij vertrekt vervolgens naar China, waar mogelijk haar toch levende dochter is. Woo-seok wordt vrijgelaten uit de gevangenis en is van plan om Gi-huns verblijfplaats, een verlaten hotel, te renoveren. Jun-ho wordt de baby en het prijzengeld nagelaten. De moeder van Sae-byeok arriveert in Zuid-Korea en wordt herenigd met haar zoon. In-ho laat in Los Angeles Gi-huns spelerspak en bankrekening achter aan Gi-huns dochter. Terwijl hij wegrijdt, ziet hij een Amerikaanse rekruteerder ddakji spelen. |                |                                            |                 |                 |  |

## Spellen
Het concept als geheel is erop gericht om met elk spel de spelers te vernederen en zo de geheime organisatie áchter het inktvisspel van vermaak te voorzien, over de ruggen van de deelnemers. Nieuwe spelers worden het spel in gelokt met een potje ddakji en de belofte hier veel geld mee te kunnen winnen. Eenmaal in het spel bestaat het inktvisspel uit zes spellen. Uit de manier waarop in aflevering 7 het vijfde spel wordt geïntroduceerd bij de vips, valt op te maken dat de spellen niet ieder jaar allemaal hetzelfde zijn. Het jaar dat Gi-hun meedoet, zijn de spellen als volgt:

### Rekruteringsspel: Ddakji
DoelProbeer de rode kaart op de grond om te draaien door de blauwe kaart erop te gooien.
UitlegGebaseerd op het Koreaanse kinderspel ddakji. Als je de kaart van je tegenspeler kunt omdraaien door er een blauwe kaart op te gooien, win je het potje.

### Seizoen 1

#### Spel 1:Annemaria koekoek / een twee drie piano(rood licht, groen licht)
DoelBinnen vijf minuten de overkant van het veld bereiken, zonder op een beweging betrapt te worden.
UitlegWanneer het spel begint, staan alle spelers aan één kant van het speelveld. Aan de andere kant van het speelveld staat een enorme animatronic, een bewegende pop in de vorm van een meisje, met de rug naar de spelers gekeerd. De spelers kunnen het veld oversteken als de pop niet kijkt. Maar elke keer wanneer de pop “mugunghwa kkochi pieotseumnida” (letterlijk “de tuinhibiscus staat in bloei”, de Koreaanse versie van het spel Annemaria koekoek/een twee drie piano) heeft gezegd draait ze zich even met het gezicht naar de spelers en controleren haar bewegingssensoren of er niemand beweegt. Wie op bewegen betrapt wordt, is af. Wie niet binnen vijf minuten aan de overkant is, is ook af.
TactiekBij de start van het spel niet te ver achteraan staan, zodat je de vijf minuten haalt, maar ook niet helemaal vooraan, zodat je achter iemands rug kunt schuilen.

#### Spel 2: Dalgona prikken
DoelBinnen tien minuten het gestanste figuurtje uit een dalgona (een hard en plat suikerkoekje) halen, zonder het figuurtje te breken.
UitlegBij aanvang van het tweede spel kiezen de spelers een figuurtje: een cirkel, een sterretje, een driehoek of parapluutje. Nadat de keuze voor een figuurtje is gemaakt, krijgt elke speler een dalgona met het gekozen figuurtje erin. Ook krijgt elke speler een prikpen om de groeven van de stans dieper te maken en zo het figuurtje makkelijker te kunnen verwijderen. Wie zijn figuurtje niet op tijd en ongeschonden uit de dalgona heeft gekregen, is af.
TactiekDe driehoek kiezen als figuurtje, en de dalgona op de stans vochtig maken, zodat het figuurtje loslaat zonder dat er iets gebroken hoeft te worden.

#### Spel 3:Touwtrekken
DoelHet team van de tegenstander tot voorbij een vastgestelde lijn naar je toe trekken.
UitlegDe spelers worden verdeeld in teams van elk 10 personen. Twee teams staan elk aan een uiteinde van een sterk en dik touw. Na het startschot trekken beide teams zo hard mogelijk aan de beide uiteinden, totdat een van beide teams over de lijn wordt getrokken.
TactiekAls fysiek zwakker team kan je het toch halen: stel je teamgenoten afwisselend links en rechts op van het touw. Positioneer je sterkste deelnemer aan het uiteinde, en je leider vooraan. Zet je de eerste 10 seconden schrap, en gooi je hele lijf zo ver mogelijk naar achteren. Voel je dat het ritme even stokt aan de overkant? Zet dan je aanval in.

#### Spel 4:Knikkeren
DoelBinnen 30 minuten alle 10 de knikkers van de tegenstander bemachtigen.
UitlegDe spelers maken tweetallen, en elke speler krijgt een zakje met 10 knikkers. De tweetallen spelen tegen elkaar en bepalen onderling welk spel er gespeeld wordt om elkaars knikkers te kunnen winnen. Wie na 30 minuten geen 20 knikkers bezit, is af.

#### Spel 5: De glazen brug
DoelBinnen 16 minuten de overkant van de brug bereiken.
UitlegDe spelers bepalen eerst in welke volgorde het spel gespeeld gaat worden. Daarna steken de spelers in die volgorde een voor een de glazen brug over. De brug bestaat uit twee parallelle rijen met glasplaten van elk ongeveer een vierkante meter. Bij elke stap voorwaarts moet er gekozen worden tussen de linker en de rechterplaat. Een van beide platen kan twee personen houden, de andere breekt wanneer je erop staat.
TactiekAls een van de laatste spelers de brug nemen

#### Spel 6:Het inktvisspel
DoelAls laatste overeind blijven staan
UitlegEr wordt eerst geloot wie aanvallend en wie verdedigend speelt. Daarna proberen beide partijen overeind te blijven.

### Seizoen 2

#### Spel 1:Annemaria koekoek / een twee drie piano(rood licht, groen licht)
Net zoals in seizoen 1, is het eerste spel Rood Licht, Groen Licht.

#### Spel 2: 6-benige vijfkamp
Doel
Als team een parcours met 5 spelletjes afleggen.
Uitleg
Een team van 5 spelers wordt aan elkaar vastgebonden aan hun benen en legt een parcours af waarin elke teamlid een spelletje moet winnen binnen de 5 minuten. Teams die niet op tijd de finish bereiken, zijn af. De spelletjes zijn:
- Ddakji(het spel dat in seizoen 1 werd gespeeld om deelnemers te rekruteren, voor uitleg zie aldaar)
- Biseokchigi: de deelnemer moet de steen van de bewaker omverwerpen met zijn steen
- Gong-gi: de deelnemer speelt een Koreaanse variatie van het bikkelspel
- Bromtol: de deelnemer moet een bromtol opdraaien en doen tollen
- Jegi: de deelnemer moet een jegi (een soort shuttle) 5 keer hooghouden met hun voet

Tactiek
Bespreek op voorhand wie welk spel speelt. Als een poging mislukt, ga je als team achter je steen/tol/jegi. Bij het terugkeren naar het checkpoint wandel je achteruit terug om zo tijd te winnen.

#### Spel 3: Mengen
Doel
Een variant op de stoelendans
Uitleg
Alle deelnemers staan op een platform. Als de muziek start, draait het platform rond. Als de muziek stopt, wordt een getal gezegd en moeten de deelnemers met dat aantal personen zich in een van de kamers aan de rand van het speelveld opsluiten. Deelnemers die niet op tijd in een kamer staan, of in een kamer staan waarin niet het juiste aantal deelnemers staat, zijn af. 

### Seizoen 3
Spel 1: Verstoppertje
Doel
Een variant op Verstoppertje
Uitleg
De verstoppers moeten een half uur uit de buurt blijven van de tikkers. De tikkers proberen de verstoppers die ze hebben gevonden te tikken. Wie getikt wordt is af.
Spel 2: Touwtje springen
Doel
Touwtje springend de overkant halen van een hoge brug.
Uitleg
De deelnemers moeten binnen twintig minuten al touwtje springend de overkant halen
Spel 3: Finale
Doel
Iemand van een hoge vorm afduwen
Uitleg
In drie rondes moeten de deelnemers telkens een nog levende deelnemer van een hoge vorm af duwen. In de eerste ronde is dit een vierkant, in de tweede ronde een driehoek en in de derde en laatste ronde een cirkel.

## Personages
Seizoen 1
Seong Gi-hun (Lee Jung-jae):                                             Nummer 456 van het spel en hoofdpersoon van de serie. Hij heeft een gokverslaving en woont sinds zijn scheiding in bij zijn moeder. Zijn ex-vrouw en zijn dochtertje wonen bij een man in een rijk deel van de stad. Gi-hun heeft geld nodig om zijn gokschulden af te betalen en om eindelijk zijn dochtertje te kunnen verwennen. Na de eerste ronde van het spel komt daar ook nog een ziekenhuisrekening van zijn zieke moeder bij. In seizoen 2 en 3 zit hij terug in de spelen omdat hij het voorgoed wilt beëindigen.                                                  Cho Sang-woo (Park Hae-soo):     Nummer 218 en een jeugdvriend van Gi-hun. Opgeleid aan de Nationale Universiteit van Seoul belandde hij in het management van een grote investeringsmaatschappij. Door verkeerde investeringen en speculaties met verduisterd geld van klanten bouwde hij een schuld van 6 miljard won op, en wordt hij nu gezocht door de politie.
Kang Sae-byeok (Hoyeon Jung): Nummer 067 van het spel, en zakkenroller in het dagelijks leven. Ze heeft ook al geld van Gi-hun gestolen. Ze is met haar kleine broertje gevlucht uit Noord-Korea, maar heeft haar broertje daarna noodgedwongen in een weeshuis achtergelaten. Ze heeft geld nodig om haar ouders uit Noord-Korea te laten smokkelen en haar broertje uit het weeshuis te halen.                                                  Hwang Jun-ho (Wi Ha-joon): Een politieagent en undercover-detective die vermomd als bewaker het spel binnensluipt om zijn vermiste broer te vinden en ontdekt dat zijn broer de Front Man is, de organisator van de Spelen zelf. In seizoen 2 en 3 probeert hij samen met Gi-hun de spelen te stoppen. Hij zoekt samen met een heel team op een boot naar het eiland terwijl Gi-hun terug meedoet aan de spelen.        Oh Il-nam (Oh Yeong-su): Nummer 001 van het spel. Eén van de oudste deelnemers, hij zei tegen Gi-hun dat hij wilde meedoen aan het spel omdat hij liever plezier zou hebben dan dat hij saai op zijn dood zou zitten wachten.                         Jang Deok-su (Heo Sung-tae): Nummer 101 van het spel, een harteloze crimineel met een slangentatoeage in zijn nek. Hij heeft schulden bij zijn baas in het criminele circuit en gokschulden op de Filippijnen. Abdul Ali (Anupam Tripathi): Nummer 199 van het spel, een Pakistaanse immigrant die belazerd wordt door zijn baas in de fabriek en daarom zijn gezin niet kan onderhouden. Hij is sterk en heeft het hart op de goede plaats.                                                           Han Mi-nyeo (Kim Ju-ryoung): Nummer 212 van het spel, manipulatief en een zelfverklaarde alleenstaande moeder. Eenmaal in het spel probeert ze aanvankelijk om Deok-su (nummer 101) voor haar karretje te spannen. Wanneer die haar bedriegt, doet ze er alles aan om wraak te nemen.                                                    Hwang In-ho (Lee Byung-hun): De Front Man, de spelleider en winnaar van de wedstrijd in de editie van 2015, die na zijn deelname niet gelooft dat er echt goede mensen bestaan. Hij vermomt zich als Speler 001 onder de naam Oh Young-il gedurende het grootste deel van seizoen 2, voordat hij weer de alias Front Man aanneemt. Hij is de broer van Hwang Jun-ho.                                                         Byeong-gi (Yoo Sung-joo): Nummer 111 van het spel, een dokter die in het geheim een groep corrupte bewakers helpt bij het oogsten van organen van overleden spelers, in ruil voor voorkennis over de spellen die gespeeld gaan worden. Hij zoekt bescherming bij Deok-su (speler 101), in ruil voor het delen van voorkennis.                    Ji-yeong (Lee Yoo-mi): Nummer 240 van het spel, een jonge vrouw die net is vrijgelaten uit de gevangenis, waar ze heeft gezeten voor het ombrengen van haar gewelddadige vader.                                  Park Jung-bae (Lee Seo-hwan): Een zeer goede vriend van Gi-hun die een bar runt en in seizoen 2 meedoet aan de Squid Game. In seizoen 2 is hij nummer 390 van het spel.
seizoen 2 & 3
Kang Dae-ho (Kang Ha-neul)                      Nummer 388 in het spel, een voormalig personeelslid van de sociale dienst. Hij is een van Gi-hun zijn teamleden in seizoen 2. 
Kim Jun-hee (Jo Yu-ri)                                        Nummer 222 in het spel, de zwangere ex-vriendin van Myung-gi (nummer 333) die haar geld verloor door de aankoop van Myung-gi's crypto en   op zoek is naar een manier om de kost te verdienen. 
Lee Myung-gi (Im Si-wan)                                  Nummer 333 van het spel, een voormalige YouTuber die geld verloor door een cryptozwendel waarbij hij betrokken was. Hij is de ex-vriend van Jun-hee (nummer 222). 
Cho Hyun-ju (Park Sung-hoon)                       Nummer 120 van het spel, een transgender vrouw en voormalig soldaat bij de special forces die geen geld heeft voor haar geslachtsbevestigende operatie.
Park Yong-sik (Yang Dong-geun)                    Nummer 007 van het spel, een berouwvolle gokker en de zoon van Geum-ja (nummer 149). Hij doet mee om zijn schulden af te kunnen betalen.
Jang Geum-ja (Kang Ae-shim)                         Nummer 149 van het spel, de moeder van Yong-sik (nummer 007) gaat het spel in om haar zoon te helpen met het afbetalen van zijn schulden.
Kang No-eul (Park Gyu-young)                    Een voormalig soldaat en Noord-Koreaanse overloper die als bewaker voor het spel werkt. Haar taak in het spel is om uitgeschakelde spelers te doden. Ze gaat op zoek naar haar dochter die in Noord-Korea is achtergebleven. 
Nam-gyu (Roh Jae-won)                                     Nummer 124 van het spel, ook een slachtoffer van Myung-gi's cryptofraude. Hij fungeert als Thanos' (nummer 230) rechterhand en helpt hem andere spelers te kwellen, met name Myung-gi (nummer 333) en Min-su (nummer 125). 
Park Min-su (Lee David)                                    Nummer 125 van het spel, een zwijgzame en timide man die moeite heeft zijn mening te uiten. Hij zit samen in een team met Thanos (nummer 230) en Nam-gyu (nummer 124) waar hij zich niet op zijn gemak mee voelt, met zijn ander teamlid Se-mi (nummer 380) heeft hij een betere band.
Choi Su-bong/ "Thanos" (Choi Seung-hyun)                                                                      Nummer 230 van het spel, een arrogante, verwaande rapper en xtc-verslaafde die het in de game op Myung-gi (nummer 333) gemunt heeft omdat ook hij een slachtoffer is geworden van een van zijn cryptofraudes.
Park Gyeong-seok (Lee Jin-wook)                   Nummer 246 van het spel, een man die zich bij het spel aansluit om geld te krijgen om de bloedkanker van zijn dochter te behandelen. 
Se-mi (Won Ji-an)                                                 Nummer 380 van het spel, een jongensachtige jonge vrouw die bevriend raakt met Min-su (nummer 125). 
Seon-nyeo (Chae Kook-hee)                            Nummer 044 van het spel, een luidruchtige, neurotische, zichzelf uitgeroepen sjamaan. 
Im Jeong-dae (Song Young-chang)               Nummer 100 van het spel, een senior die de spelen ingaat om enorme schulden af te betalen die hij heeft. 
Kim Young-mi (Kim Si-eun)                               Nummer 095 van het spel, een jonge vrouw die bevriend raakt met Hyun-ju (nummer 120). 
Choi Woo-seok (Jeon Seok-ho)                   Een woekeraar aan wie Gi-hun eerder geld schuldig was. Hij zit samen met Jun-ho op de boot op zoek naar het eiland. 
Captain Park (Oh Dal-su)                               Een zeeman die Jun-ho en Woo-seok helpt bij hun pogingen om de locatie van de spelen te vinden en hun superieuren uit te schakelen. Wat niemand doorheeft is dat hij eigenlijk in het team van de Frontman zit en dat hij de zoektocht naar het eiland alleen maar tegenwerkt. 
Gemaskerde officier (Park Hee-soon)             Een mysterieuze persoon die de leiding heeft over het spel onder de Front Man. Zijn kostuum is zwart in plaats van roze.

## Grafische vormgeving
De geheime organisatie die het inktvisspel heeft opgezet, gebruikt in haar grafische vormgeving veelvuldig de cirkel, de driehoek en het vierkant. Deze symbolen maken deel uit van het spelbord van ojingeo (het inktvisspel dat gespeeld wordt als laatste onderdeel van het hele Squid Game-concept), en komen terug op onder meer visitekaartjes en de maskers van de bewaking. De figuren vertegenwoordigd ook de rang van de bewakers. De rangverdeling gaat als volgt:
De kledingkeuze voor de bewaking werd ingegeven door de gedachte dat ze in hun doen en laten verbeeld moesten worden als totaal tegengesteld aan de spelers. Terwijl de karakters van de spelers werden uitgediept, zouden de bewakers slechts mieren moeten verbeelden in een mierennest: onpersoonlijk, uniform en onherkenbaar. De drie symbolen zouden daarbij de sociale klassen van de bewakers aangeven; de arbeiders met een cirkel, de soldaten met een driehoek en de managers met een vierkant. Het uiterlijk van de geheel in het zwart geklede Frontman was onder meer gebaseerd op het personage Darth Vader uit Star Wars. Zijn masker lijkt meer op een gezicht dan dat van de gewone bewakers, omdat hij net iets meer persoonlijkheid heeft (of is toegestaan te hebben).
Het trappenhuis waarmee de spelers zich verplaatsen tussen hun slaapvertrek en de verschillende spellen, is gebaseerd op de lithografie "Relativiteit" van Escher. Hoewel het trappenhuis in de serie geen natuurwetten tart – iets wat de lithografie wél doet – versterkt het volgens de makers het gevoel dat de spelers zich in een compleet absurde wereld bevinden. Mierenkolonies vormden de inspiratiebron voor het uitgebreide gangenstelsel tussen de speelvelden, het slaapvertrek en het kantoor van de Frontman.

## Productie
In september 2019 kondigde Netflix de productie van de serie aan, toen nog onder de werktitel Round Six. Filmregisseur Hwang Dong-hyuk schreef het script en werd verantwoordelijk voor de regie. Met de serie wilde hij een allegorie maken over de extreme onderlinge competitiestrijd van de moderne mens in een kapitalistische samenleving, met personages waarin de kijker zich kan herkennen. Om de competitiestrijd uit te beelden, koos hij voor eenvoudig te begrijpen kinderspelletjes, zodat de nadruk kon liggen op de personages, en de kijker niet afgeleid zou worden door het moeten uitleggen van spelregels.
Bij het uitkomen van de serie gaf Hwang aan dat het maken van de serie een pittige klus voor hem was geweest. Mocht er een tweede seizoen nodig zijn, dan zou hij dat niet langer in zijn eentje doen, maar een team om zich heen willen verzamelen om samen aan de regie en het script te werken. Acteur Lee Jung-jae, die hoofdpersoon Gi-hun speelde, gaf kort na het uitbrengen van de serie te kennen dat hij openstaat voor het meedoen aan een eventueel vervolg.

## Ontvangst
Squid Game werd binnen twee weken na uitbrengen in negentig landen de meest bekeken Netflixserie van dat moment.
Hoewel de serie was bedoeld voor kijkers van 16 jaar en ouder, sloeg het concept ook aan bij jongere kinderen. Verschillende scholen uitten richting de ouders hun bezorgdheid over het feit dat kinderen met de serie geconfronteerd werden, nadat men constateerde dat spellen uit de serie op het schoolplein gespeeld werden. Niet overal verliep dat even vreedzaam; een basisschool in het Belgische Erquelinnes haalde het nieuws doordat verliezers van een potje 1-2-3 piano van de andere spelers een pak slaag kregen.
De Nederlandse ondertiteling kon niet ieders goedkeuring wegdragen. Voor Squid Game liet Netflix, net als bij veel andere niet-Engelstalige series, eerst een Engelse vertaling maken, die vervolgens als mal voor andere talen werd gebruikt. Dit leverde niet alleen vertaalfouten en anglicismen op, maar ook gingen er culturele nuances verloren. 
Duolingo, een app voor taalcursussen, concludeerde dat Squid Game de interesse voor het Koreaans had aangewakkerd. Met een toename van 40% van het aantal cursisten in de Verenigde Staten, en 76% in het Verenigd Koninkrijk was het met 7,6 miljoen cursisten Koreaans half oktober 2021 de snelstgroeiende taal op het platform. 